# St. Stephanus (Köngetried)

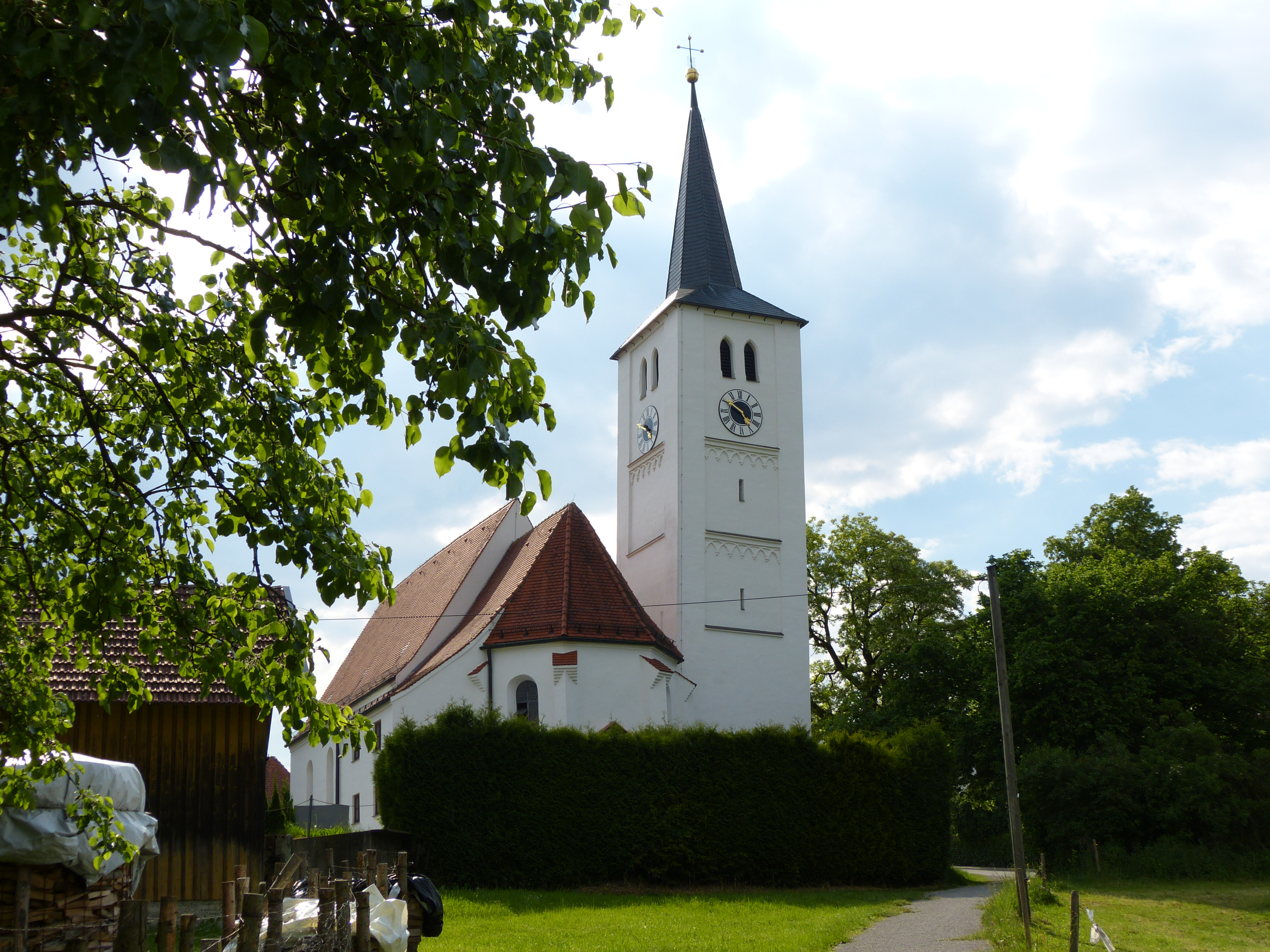
St. Stephanus in Köngetried

Die katholische Pfarrkirche St. Stephanus befindet sich in Köngetried einem Ortsteil von Apfeltrach im Landkreis Unterallgäu in Bayern. Die Kirche steht unter Denkmalschutz. Bereits 1155 wird der Ort Kunigunderiet (Köngetried) erwähnt. Der Kirchensatz wurde am 27. Februar 1432 von Pentelin von Heimenhofen an das Heiliggeistspital in Kaufbeuren veräußert. Seit diesem Zeitpunkt übte der Stadtrat von Kaufbeuren das Patronatsrecht aus und verkaufte dieses 1575 an Georg II. von Frundsberg. Die Pfarrei war in Folge von Verarmung und Pest zeitweise im 15. Jahrhundert bis 1471 unbesetzt.

## Lage
Das Kirchengebäude befindet sich im Ostteil von Köngetried auf der abfallenden Seite des auf dem Westhang des Westernachtales gelegenen Ortes. Der Friedhof ist um die Kirche herum angelegt. Die Friedhofsbefestigung wurde 1750 abgetragen.

## Geschichte

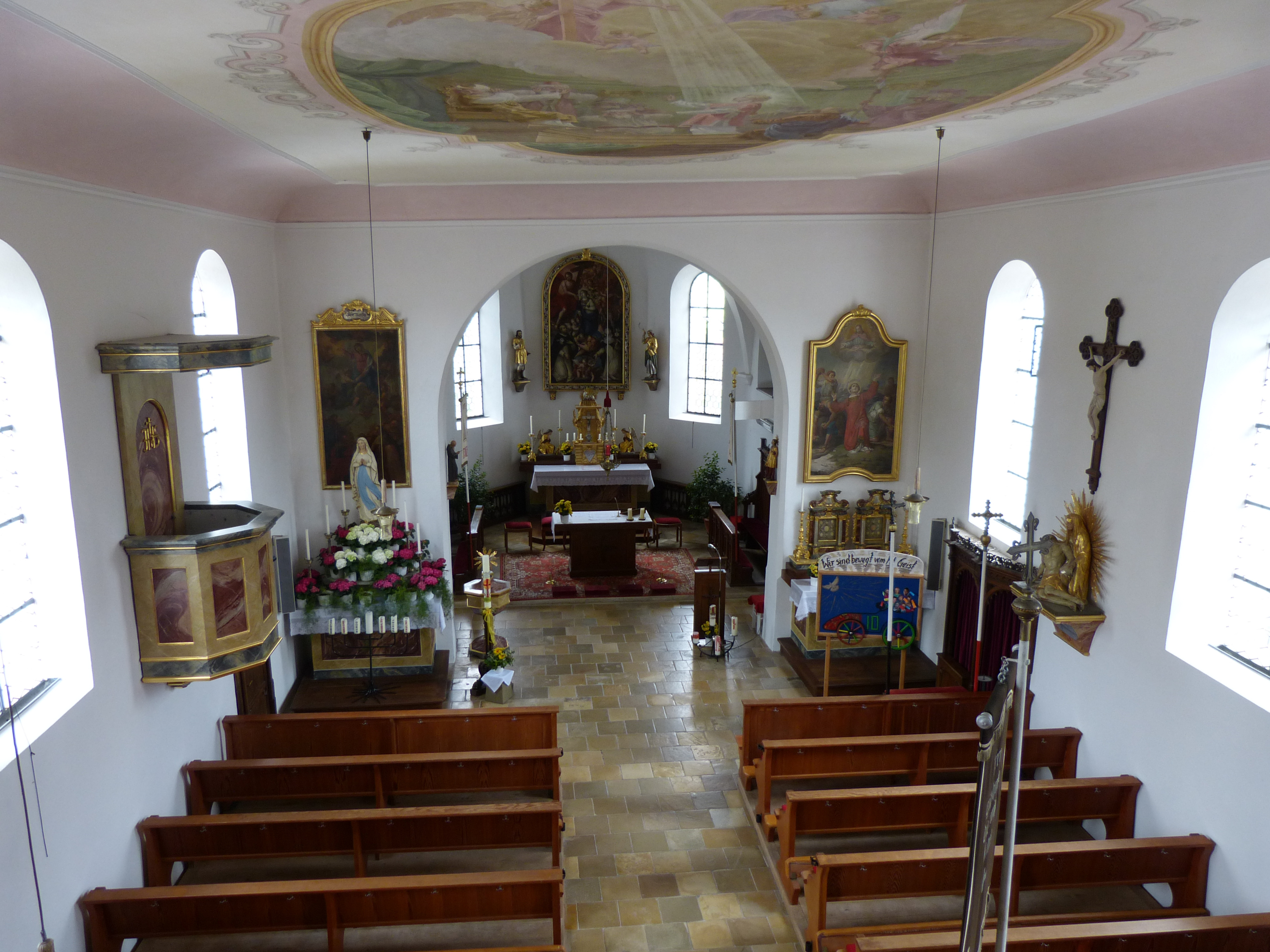
Innenansicht von St. Stephanus

Der älteste Bestandteil der Kirche stellt der Turmunterbau dar. Dieser stammt vermutlich noch aus dem 14. Jahrhundert. Alle anderen Baubestandteile wie die Turmobergeschosse, der Chor und der Kern des Langhauses stammen aus dem letzten Viertel des 15. Jahrhunderts. Die Rippen des spätgotischen Chorgewölbes wurden 1632 entfernt. Ein Umbau mit gleichzeitiger Verlängerung der Kirche nach Westen fand im Jahr 1750 statt. Der Kirchturm wurde 1862 mit einem Spitzhelm gedeckt und das vorherige Satteldach damit ersetzt. Im Jahr 1880 fand eine Restaurierung der Kirche statt. In diesem Zusammenhang wurde die barocke Innenausstattung durch eine neuromanische und neugotische Ausstattung ausgewechselt. Die Empore wie das Vorzeichen stammen ebenfalls aus dieser Zeit. Die Fresken im Chor wurden während der Renovierung 1929 freigelegt. Während einer weiteren Renovierung 1957 wurde die Einrichtung aus dem 19. Jahrhundert entfernt oder vereinfacht.

## Baubeschreibung
Das mit einer Flachdecke ausgestattete Langhaus, zu vier Fensterachsen mit Rundbogenfenstern, schließt an den eingezogenen Chor an. Der Fußboden des Langhauses steigt nach Westen hin leicht an. An der Westseite befindet sich die im 19. Jahrhundert geschaffene Empore, welche die Fenster überschneidet. Getragen wird die Empore von vier Pfeilern, wobei die vorderen beiden Pfeiler aus Holz erneuert wurden. Die beiden Eisensäulen sind noch original. Im dreiseitig geschlossenen Chor befindet sich eine Stichkappentonne über barocken, geschweiften Konsolen. Die Gewölbeansätze der Scheitelachse wurden im 18. Jahrhundert entfernt, so dass sich das Gewölbe als Tonne mit der Wand verschneidet.
Die Außenfassade des Chores wird von abgestuften Strebepfeilern gestützt. Die Strebepfeiler sind durch ein Pultdach abgestuft. Um das Langhaus läuft ein doppelt abgekragtes Traufgesims. An der Weistseite befindet sich ein Vorzeichen mit rechteckigen Türen an der Nord- und Südseite. Der Zugang zur Kanzel erfolgt durch einen Anbei an der Nordseite des Langhauses. Im nördlichen Chorwinkel ist der quadratische Kirchturm angebracht. Dieser ist deutlich sichtbar, um circa 1,10 m nach Norden und 0,5 m nach Osten geneigt. Der originale Turmunterbau ist ungegliedert und aus Tuffstein, Flusskieseln und Ziegeln errichtet. Im Erdgeschoss des Kirchturmes ist ein Kreuzgratgewölbe. Die spätgotischen Obergeschosse sind aus Ziegeln gemauert und mit Ecklisenen versehen. Diese Geschosse sind über Gesimse in drei Geschosse geteilt, ausgenommen hiervon ist die Westseite. Zwei spitzbogige Schallöffnungen befinden sich im obersten Turmgeschoss. Gegenüberliegend des Kirchturmes auf der Südseite befindet sich die zweigeschossige Sakristei mit Pultdach. In der Sakristei sind Rechteckfenster und eine Stichbogentür eingesetzt.

## Ausstattung

### Altäre

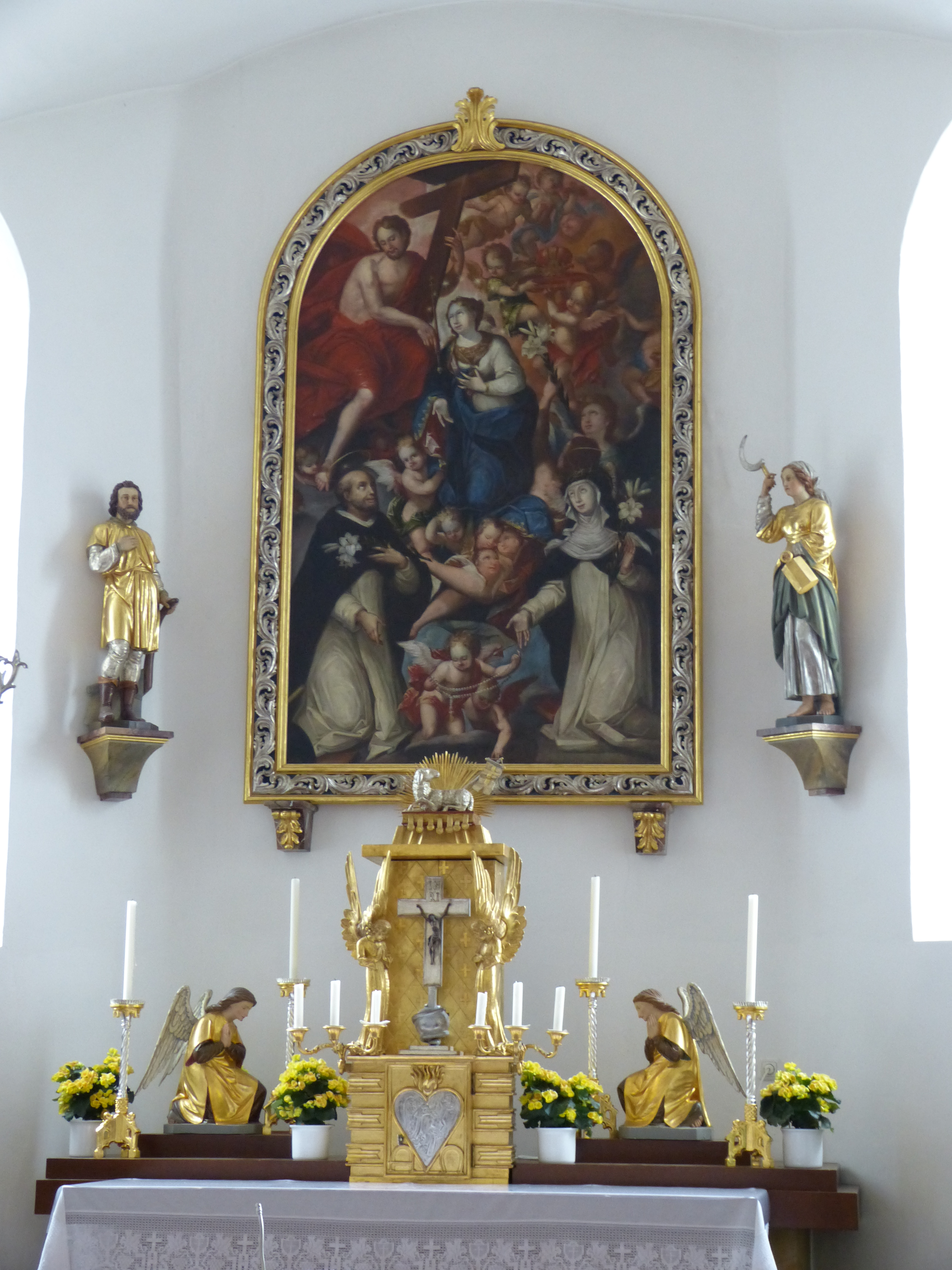
Hochaltar

Ursprünglich befanden sich drei neuromanische Altäre aus der Zeit um 1880 in der Kirche, die jedoch 1951/1952 entfernt wurden. Die kastenförmigen Stipites der neuen Altäre sind gemauert. Auf dem Hochaltar befindet sich ein vergoldeter Tabernakel im Stil der 1920er Jahre. Bekrönt wird der Tabernakel mit dem Lamm Gottes auf dem Buch mit den sieben Siegeln. Auf dem rechten Seitenaltar befinden sich zwei verglaste Reliquiare von circa 1720. Die beiden Reliquiare mit Schweifgiebeln sind aus Holz gefertigt und gefasst. Die vier vergoldeten Holzleuchter des Hauptaltares stammen aus der ersten Hälfte des 18. Jahrhunderts. Das Hochaltarbild stellt die Rosenkranzkönigin als Fürbittern vor Jesus dar. Im unteren Bereich des Bildes sind links der hl. Dominikus und rechts die hl. Katharina von Siena zu sehen. Es stammt aus der ersten Hälfte des 18. Jahrhunderts. Über dem linken Seitenaltar stellt ein Gemälde Mariä Himmelfahrt dar. Geschaffen wurde es von Christoph Thomas Scheffler in der Mitte des 18. Jahrhunderts. Das Gemälde wurde 1950 in Regensburg erworben und restauriert. Das ehemalige Bild des Hochaltares von Andreas Merkle stammt aus der zweiten Hälfte des 19. Jahrhunderts und zeigt die Steinigung des hl. Stephanus. Es ist mit A. Merkle v. Hammel bezeichnet.

### Fresken
Die Fresken im Chor stammen aus der Zeit um 1720/1730 und stellen zu Füssen der Muttergottes mit Jesuskind, die Heiligen Stephanus, Sebastian und Johann Nepomuk dar. Oberhalb dieser Szene ist Gottvater dargestellt. Umgeben ist das zentrale Fresko mit einem gemalten mit Akanthus besetztem Schweifrahmen. Die vier Felder in den Zwickeln stellen die vier Evangelisten dar. Das neubarocke Fresko an der Langhausdecke stammt aus den Jahren 1929 und 1931 und wurden von Gustav Kuttruff geschaffen. Das mit G(eorg) Kuttruff inv. et. pinx. 1929 bezeichnete Fresko zeigt die Rede des hl. Stephanus vor dem Hohen Rat.
An der Emporenbrüstung befinden sich acht neubarocke Gemälde. Diese zeigen abwechselnd Symbole – in lila Tonmalerei – und Heilige. Alle Gemälde enthalten Inschriften.

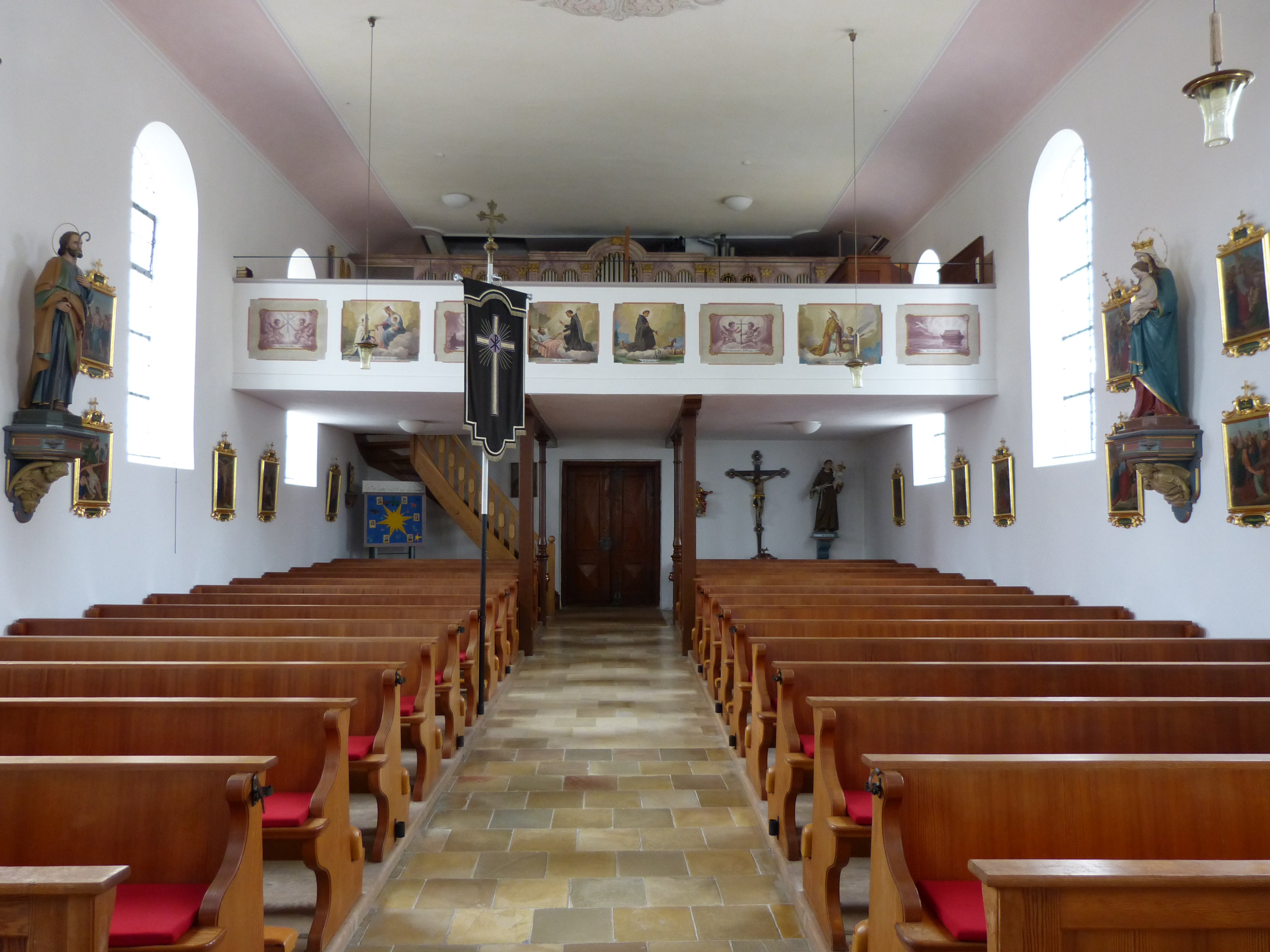
Empore mit Gemälden

| Nr. | Inschrift                | Beschreibung                                                                                |
| --- | ------------------------ | ------------------------------------------------------------------------------------------- |
| 1   | Name Christus            | Zwei Putten flankieren das Christusmonogramm. Es ist bezeichnet mit G. Kuttruff pinx. 1931. |
| 2   | Hl. Mutter Christi       |                                                                                             |
| 3   | Christus unser Licht     |                                                                                             |
| 4   | Hl. Othmar               |                                                                                             |
| 5   | Hl. Leonhard             |                                                                                             |
| 6   | Christus unsere Hoffnung | Zwei Putten halten einen Anker.                                                             |
| 7   | Hl. Nikolaus             |                                                                                             |
| 8   | Christus unser Friede    | Dargestellt ist die Arche Noah mit fliegender Taube.                                        |

### Figuren
In der Kirche befinden sich eine Reihe von gefassten Holzfiguren. Das Hochaltarbild flankieren die neugotischen Figuren des hl. Isidors und der hl. Notburga. Aus der Zeit um 1720/1730 stammt die Figur der Maria auf Wolken. Am Chorbogen ist eine Statuette des hl. Stephanus aus der Mitte des 18. Jahrhunderts angebracht. Die Statuette des hl. Sebastian stammt aus dem 19. Jahrhundert. Daneben befinden sich noch weitere neugotische und moderne Figuren in der Kirche.

### Grabdenkmäler

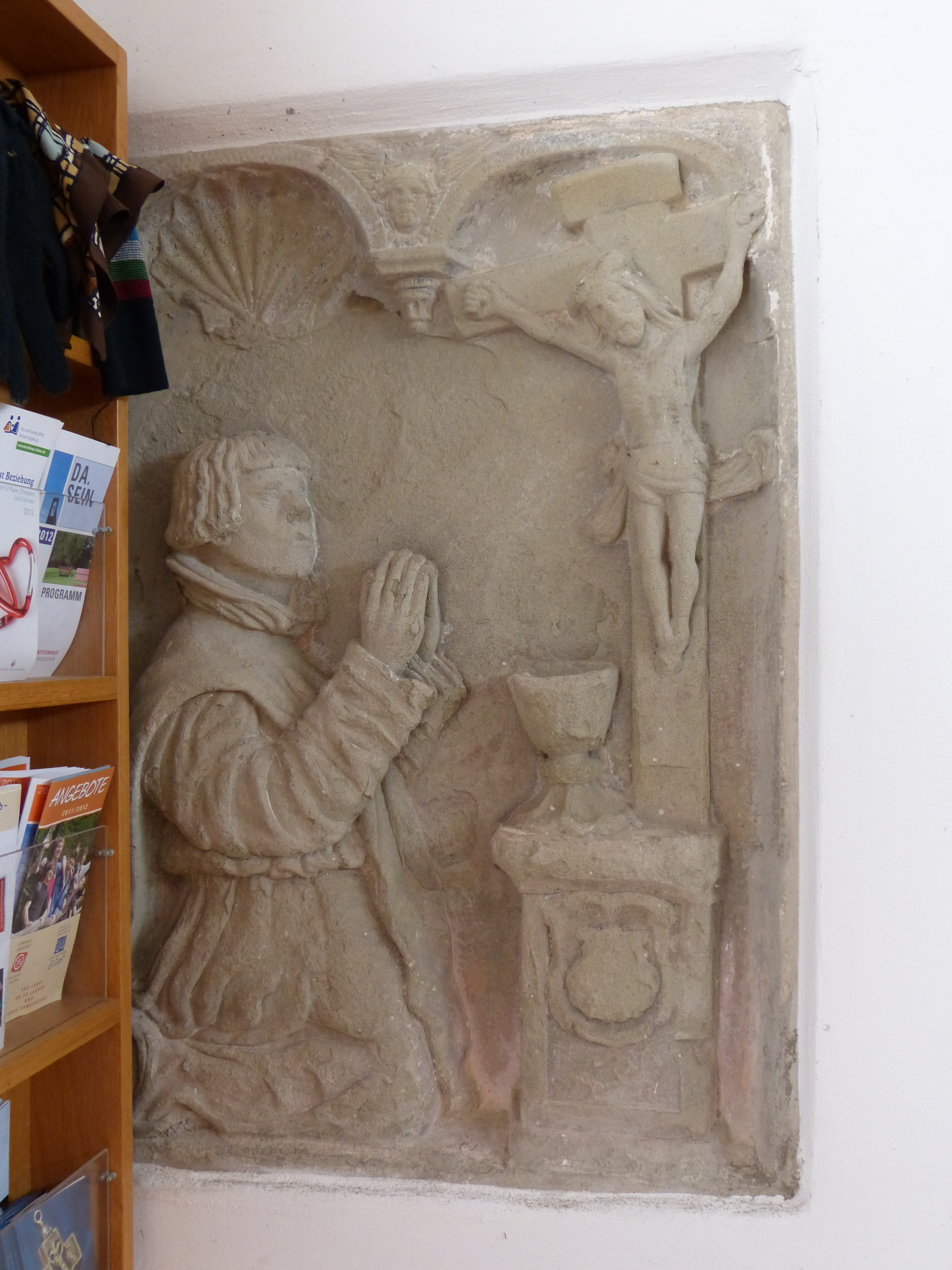
Sandsteinrelief von 1600 im Vorzeichen

Im Vorzeichen der Kirche befindet sich ein Sandsteinrelief von 1600. Das Relief ohne Inschrift zeigt einen knienden Priester vor einem Altar mit Kruzifix. Am Chorscheitel in der Außenfassade ist die Grabplatte aus Solnhofener Platte für Pfarrer Gebhard Schmidt († 1825) angebracht. In der südlichen Schrägachse des Chores ist außen die Grabplatte des Pfarrers Johann Georg Böck († 1767) aus Sandstein eingelassen. Die Grabplatte ist bereits sehr verwittert. Eine weitere Grabplatte ist an der Ostseite der Sakristei vorhanden. Diese ist für Pfarrer Andreas Zettler (Zöttler) († 1740). Die hochovale Solnhofener Platte enthält eine lange Antiqua-Inschrift mit Chronogrammen.

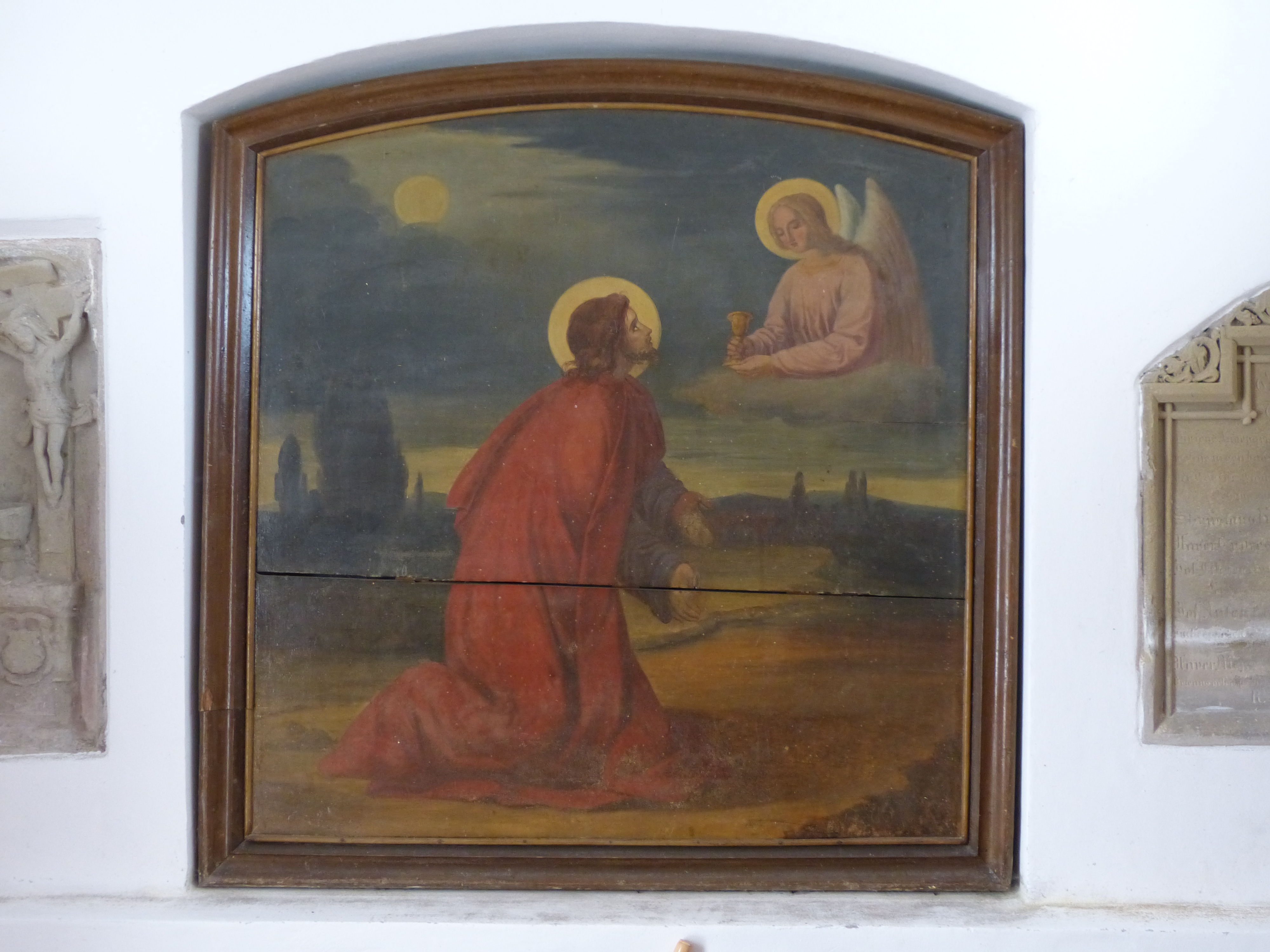
Ölbergszene im Vorzeichen, gemalt auf Holz, Ende des 19. Jahrhunderts
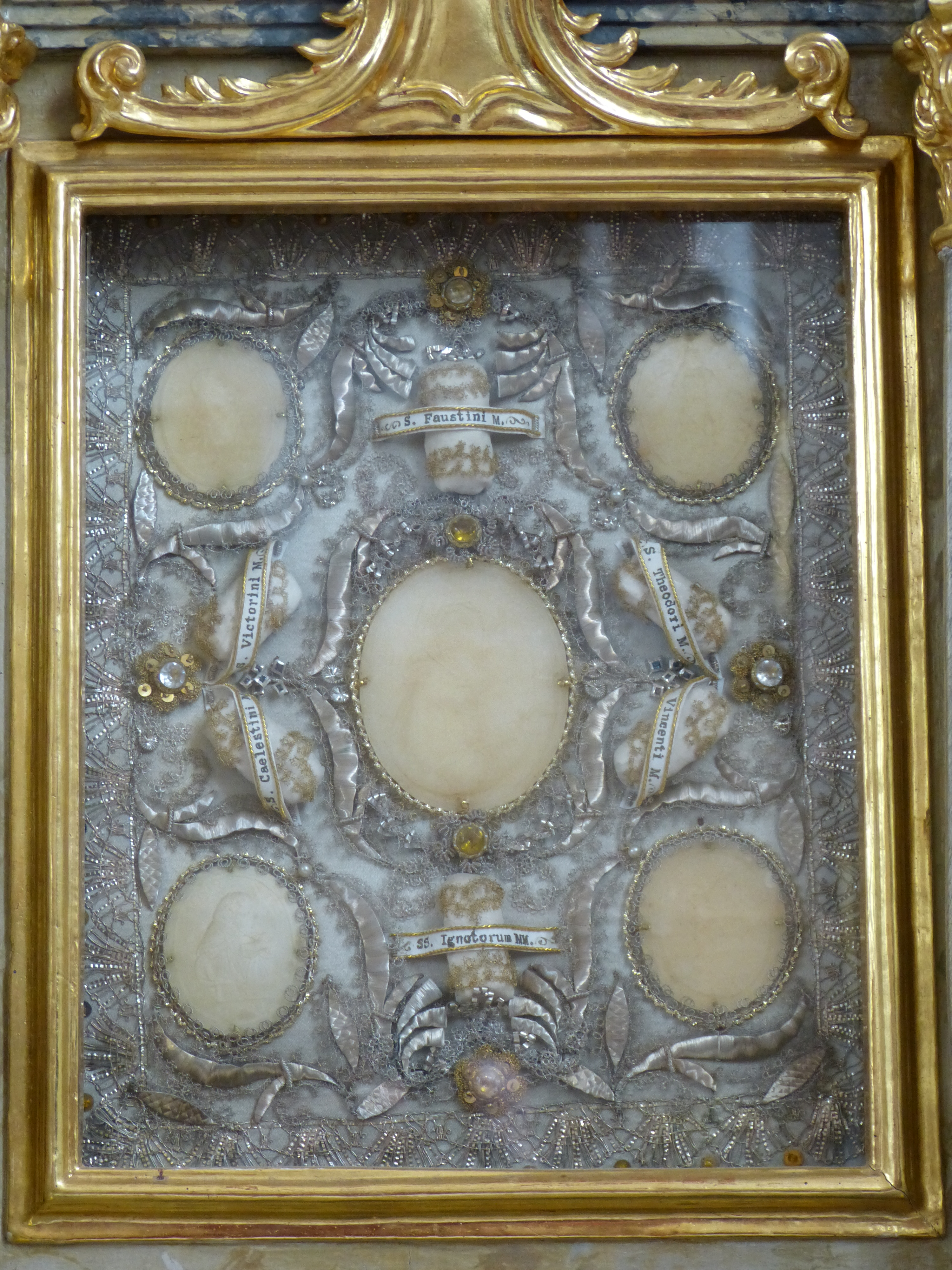
Reliquien am Seitenaltar
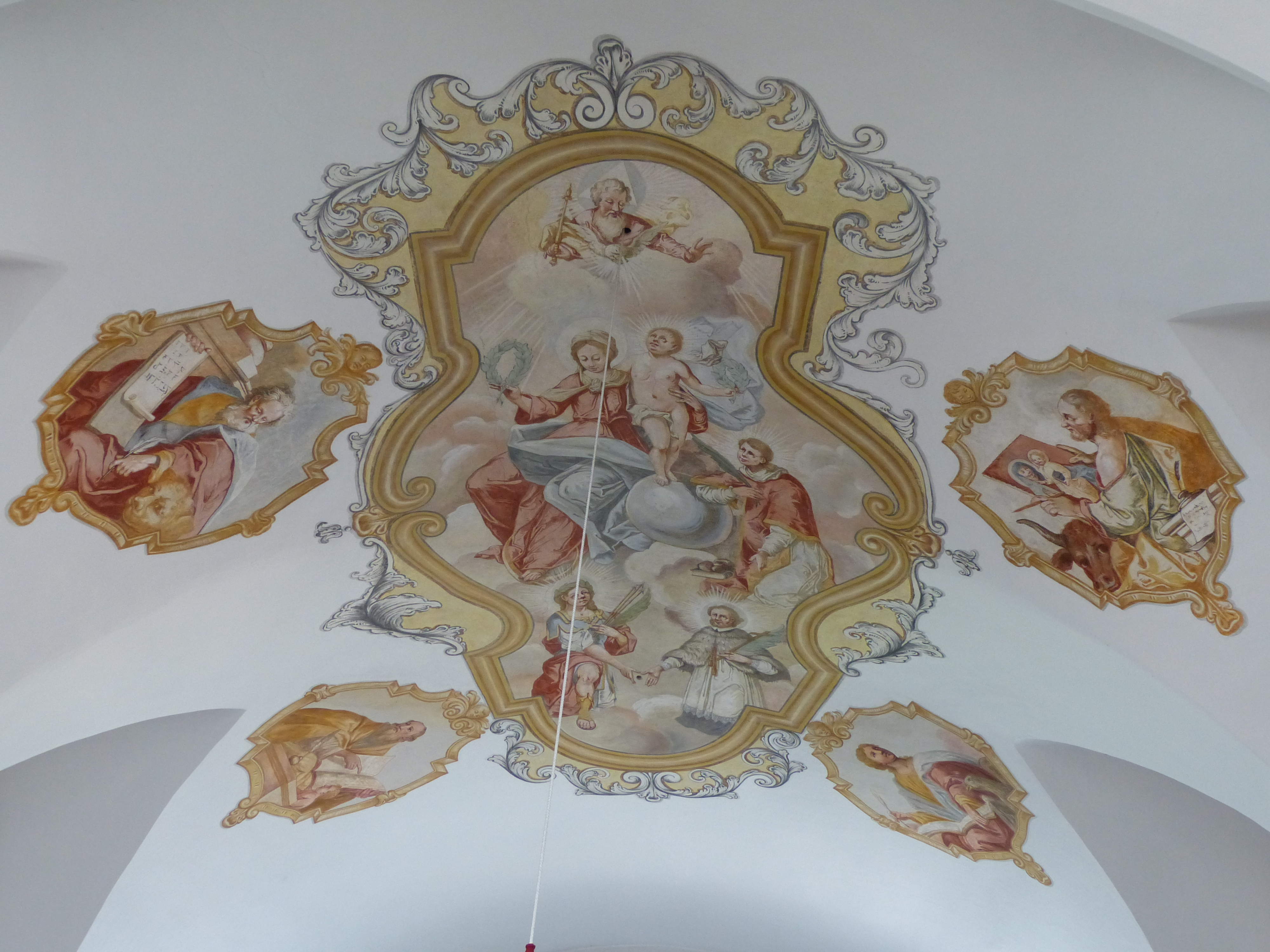
Fresken im Chor von 1720/1730